# Stazione di Trevi
Stazione di Trevi vasútállomás Olaszországban, Trevi településen.

## Vasútvonalak
Az állomást az alábbi vasútvonalak érintik:
- Ancona–Orte -vasútvonal

## Kapcsolódó állomások
A vasútállomáshoz az alábbi állomások vannak a legközelebb:
- Stazione di Campello sul Clitunno
- Stazione di Foligno